# 心叶大黄
心叶大黄（学名：Rheum acuminatum）为蓼科大黄属下的一个种。
植株高约50-80厘米，叶片宽心形或心形，花紫红色。果实长圆状卵形或宽卵圆形，长7-8毫米。生长于山坡、林缘或林中，分布于中国四川、云南及西藏等省区以及尼泊尔等国。